# Psalis falcata
Psalis falcata är en fjärilsart som beskrevs av Walker 1865. Psalis falcata ingår i släktet Psalis och familjen tofsspinnare. Inga underarter finns listade i Catalogue of Life.